# Bulbophyllum solteroi
Bulbophyllum solteroi é uma espécie de orquídea (família Orchidaceae) pertencente ao gênero Bulbophyllum. Foi descrita por Roberto González Tamayo em 1992.